# Carsten Klook

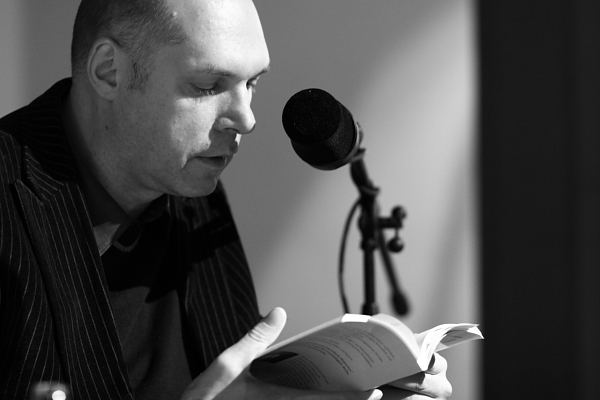
Carsten Klook 2010 im Brandshof

Carsten Klook (* 1959 in Hamburg) ist ein deutscher Schriftsteller.

## Leben
Carsten Klook wuchs in Hamburg auf, verbrachte in seiner Kindheit und Jugend aber auch einige Zeit in Rostock und in Sellin auf Rügen in der damaligen DDR. Er begann bereits als Jugendlicher in den 1970er-Jahren erste Texte zu schreiben.
Ab 1980 studierte Klook Germanistik an der Universität Hamburg. In dieser Zeit schrieb er zunächst für die taz in Hamburg vor allem über Musik und Literatur, später unter anderen auch für Szene Hamburg, die Hamburger Rundschau, Hamburger Morgenpost, tango, Tempo und konkret literatur. Die atmosphärischen Reportagen über Straßen und Orte in Hamburg, die Klook in jener Zeit u. a. für die taz schrieb, wurden 2015 als E-Book wiederveröffentlicht. Nach der Lektüre des experimentellen Romans Die Stimme im Schrank von Raymond Federman begann Klook 1989, seinen autofiktionalen Debüt-Roman Korrektor zu schreiben, für dessen Anfang er 1991 seinen zweiten Literaturförderpreis der Kulturbehörde Hamburg erhielt. Das Buch erschien aber erst 2005 beim Textem Verlag nach einer langjährigen Odyssee durch ablehnende Verlagshäuser und nach den Veröffentlichungen von Kurzgeschichten und Hörspielen. Ab 1991 arbeitete Klook als Redakteur bei diversen TV-Zeitschriften. Die Erfahrungen aus dieser Zeit hat er im Erzählband TV-Lounge verarbeitet. Klook stand in Kontakt zu den ersten Bands der so genannten Hamburger Schule und schrieb über sie auch Artikel (Cpt. Kirk &., Blumfeld, Kristof Schreuf). Zwischen 1989 und 1991 war er Mitglied der LiteraPur-Redaktion, die von Jürgen Abel geleitet wurde, und der auch Joachim Helfer, Mirko Bonné, Farhad Showghi und der Künstler Andreas Schwarz angehörten. In den Jahren 1999 bis 2002 veranstaltete er in Locations wie „Matrix“ und „Rialto“ in Hamburg Literaturevents (Intermediate I bis V). Zwischen 2004 und 2010 schrieb er Literatur- und Musikkritiken u. a. für die Financial Times Deutschland und Zeit online.
Ab den 1980er-Jahren wirkte Klook als Gitarrist bei Band-Projekten der Hamburger Trash-Rockszene mit wie Galerie Global, SchwesterSchwester, Tasche, Mohair und den Travelling Dylans. Zusammen mit Christian Henjes (Gitarre, Mundharmonika) und dem Schlagzeuger Michele Avantario von der Band Helgoland entstanden 1997 in einer Studiosession Aufnahmen, die 2024 unter dem Projektnamen KOMAHAWK als CD mit dem Titel COCANUTS veröffentlicht wurden.
Im „Ausnahmeverlag Hamburg“ erschien 2011 unter dem Titel Tattoovorschläge für Headbanger und Bedhanger ein Buch mit Zeichnungen und Cartoons, die in den Jahren 1983 bis 2010 entstanden waren. Der Band wurde 2021 wiederveröffentlicht. Ein zweites Booklet mit Cartoons erschien ebenfalls 2021: 1200 Jahre im August – Slackers, w(i)e like us.
Von 2011 bis zum September 2012 gehörte Klook dem „Ort des Gegen e. V“ an, der sich um den Nachlass der Künstlerin Annette Wehrmann kümmert und 2012 den Edwin-Scharff-Preis der Hansestadt Hamburg erhielt. Er war Mitautor der von Günther Emig und Peter Engel herausgegebenen Literaturzeitschrift "Hammer + Veilchen.
Kaitlin Roquel Yeomans legte im Juni 2020 der US-amerikanischen Universität von Oregon ihre 55-seitige Magisterarbeit vor zum Thema „Disability as Epistemic Experience: Autofictional Representations Of Disability in German and American Literature“ und erhielt dafür ihren Abschluss Master of Arts in vergleichender Literaturwissenschaft. In ihrer Arbeit stellte sie Klooks MS-Roman Psychocalypse oder Das Warten auf Fu neben den Roman „Pain Woman Takes Your Keyes And Other Essays From A Nervous System“ von Sonya Huber und betrachtete die Eigenschaften autofiktionaler Literatur insbesondere bei der literarischen Verarbeitung körperlicher Erkrankungen. Yeomans wählte „Psychocalypse“ aus, weil das Buch „ein einzigartiger Roman deutscher Gegenwartsliteratur“ sei.

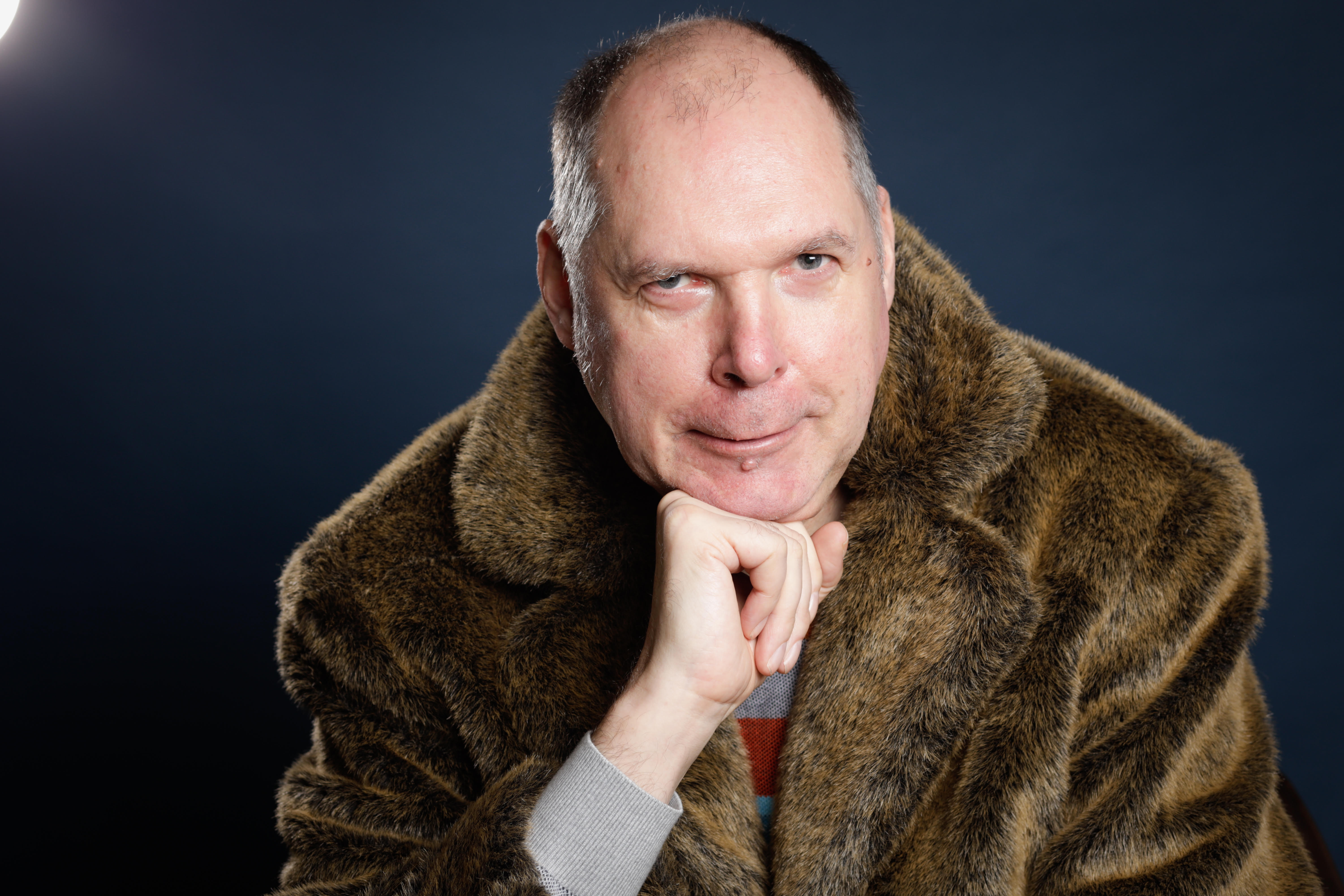
Carsten Klook im Herbst 2022

## Rezeption
- Korrektor (2005)

„Oh zack! und klong! und durchgetüftelt. Was wird denn da für ein Buch aus den achtziger Jahren herübergeschleudert zu uns, in unsere Gegenwart? Wie wird denn hier gewütet gegen die Sprache, gegen die Wörter, gegen die Grammatik der Geschichte? Carsten Klooks Roman ‚Korrektor‘ ist der Bericht von einer plötzlichen Erinnerung. An eine Kindheit in Hamburg-Billstedt. Erinnerung als Protest gegen den Vater, den Korrektor, und dessen Lebensleitsatz: ‚Was nicht im Duden steht, das gibt es nicht.‘ Dieser Roman beweist das Gegenteil. Die Wahrheit steht nicht im Duden. Die Wahrheit ist im Kopf und in der eigenen Sprache. Wörter sind beweglich. Das Leben plötzlich, gefährlich und gegen alle Regeln wahr.“

„Textfetzen populärer Musik, 24-Stunden-Fernsehen und der Sprachmüll der Reklamen rasen um den 'allergischen Reaktor‘, den durch sein Asthma unbeweglichen Protagonisten des Romans. Mit einer stellenweise hochartistisch rhythmisierten Sprache von enormer Assoziationsbreite wütet Klook gegen die Hochhauswelt an, setzt die Aggressionen des einbetonierten Individuums in Abwehr- und Überlebenssound um. Einige selbstverliebte und übersteuerte Passagen gehören zum hohen Risiko einer solchen Erzählweise, die mit Innovationskraft ein beinahe schon ausgelutschtes Thema der Zivilisationskritik attackiert.“

„Schon mit ‚Korrektor‘, seinem um 1990 entstandenen Romandebüt, war offensichtlich, das Klooks Verbalakrobatik (á la ‚Top-Sekrete aus den oberen Himmelsbereichen‘, ‚Unerlöste Klammer-auf-Klammer-zu-Schicksale‘, oder ‚Sonntagsfahrer, an den Kantsteinen die Schleifspuren der Alltage, sie schaben sich zurecht‘) direkt an das assoziative Erbe eines Arno Schmidt andockt und dessen krooked Penmanship indirekt fortführt.“

- TV-Lounge – In- und Auslandsverbindungen (2007)

„Klook hat seinen Charakteren jene nervös spielende Sprache verpasst, die genauso brüchig ist wie die Realität, durch die sich die Figuren bewegen. Beunruhigende Momentaufnahmen aus der Reaktorkammer der Gegenwart.“

- Stadt unter (2011)

„Word Splatter-Moves und entautomatisierte Wahrnehmung: Carsten Klooks Roman ‚Stadt unter‘ ist ein amüsanter Genuss für Freunde des raffinierten Wortspiels in jeglicher Façon sowie der experimentellen Prosa.“

- Berg & Jarka (2016)

„Klooks Romane sind oft stark autobiografisch geprägt, wenn auch fiktiv ausgeschmückt. Sie enthalten impressionistische, expressionistische wie auch surrealistische Elemente und sind in der Regel kein leichter Stoff. Zu den immer wiederkehrenden Themen und Motiven gehören Psychosen, Missbrauch, Angst und Depression, Kindheits- und Jugendtraumata, die befremdliche Außenwelt und das vielleicht noch befremdlichere Innenleben von übertherapierten Typen namens Marc, Bernd oder Rudolph-Martin. Aber so traurig oder deprimierend es manchmal zugeht: Die Geschichten sind gespickt mit leisem Witz, lustigem Fatalismus, amüsanter Psychedelik.“

## Werke
- Insπraterie. Poeme und Prosaminis, Norderstedt 2024, BOD/Edition Thujon, Hardcover ISBN 978-3-7597-0419-1
- Sterben kann ich, wenn ich tot bin – Unweit der Literaturszenen: Des Widerspenstigen Lähmung – KING ZOMBIE. Autobiografie (Teil 2). Print und ePUB, Norderstedt 2023, Softcover ISBN 978-3-7578-8994-4, Hardcover ISBN 978-3-7578-9007-0, ePUB ISBN 9783758386886
- Sterben kann ich, wenn ich tot bin – Fern der Literaturszenen und Hamburger Schule_n. Autobiografie (Teil 1). Print und ePUB, Norderstedt 2023, ISBN 978-3-7568-4278-0 (Softcover), ISBN 978-3-7578-0269-1 (Hardcover) und ePUB ISBN 9783757893118.
- 1200 Jahre im August – SLACKERS W(I)E LIKE US: SINN@losigKeit. Cartoons. Klookbooks/BoD. Norderstedt 2021, ISBN 978-3-7543-4558-0.
- Ein übermächtigtes Nichts. Kurzgeschichte. Literatur Quickie Verlag. Hamburg 2021.
- PRÄSENZKØRBE. Prosaminis, Lyrik, Fotos, Krakelzeichnungen. Corona-Sketchbook. Hamburg 2021.
- Der Schlaf in den Urnen – Tagebuch eines Ehemaligen. Gedichte und Prosaminiaturen. HörSpielFilm mit Bildern und Sounds von Andreas Voß, DVD, Hamburg 2017.
- Letzte Nächte in Boohemia oder Die schwarzen Augen der Kröte. Episodenroman. Textem Verlag, Hamburg 2017, ISBN 978-3-86485-165-0.
- Berg & Jarka. Liebeswahnroman. Print und E-Book, 2016, ISBN 978-3-7412-1167-6.
- Psychocalypse oder Das Warten auf Fu. MS-Roman. Print und E-Book, 2015, ISBN 978-3-7386-2193-8.
- Antikörper – 21 LiebesMarodeure. Gedichte und Prosaminiaturen. Booklet mit bildnerischen Arbeiten des Künstlers Achim Beitz, hrsg. von Carl-Walter Kottnik, Hamburg 2015.
- Hah – Ortszuschläge, Starrsucht & Skotome. Artikel über Hamburg aus den 1980er Jahren. Textem Verlag, E-Book, Hamburg 2015.
- Missie Allyra und die Unbekannten. Eine üble Klamotte. Hörspielskript. Textem Verlag, E-Book, Hamburg 2015.
- Korrektor. Hörbuch zum Roman. creative talents/Institut für Internagut (Download), Hamburg 2014.
- Seinsgründe – 43 Neurosen. Storys, Szenen, Porträts. Textem Verlag, Hamburg 2013, ISBN 978-3-86485-040-0.
- Stadt unter. Roman. Textem Verlag, Hamburg 2011, ISBN 978-3-941613-64-5.
- Tattoovorschläge für Headbanger und Bedhanger. Zeichnungen und Cartoons, AusnahmeVerlag, Hamburg 2011, ISBN 978-3-940992-20-8. Wiederveröffentlichung bei Klookbooks/BoD, 2021, ISBN 978-3-7543-1724-2.
- Unterirdische Absprachen. Prosaminiaturen, Gedichte, Hörspieltexte. 2009, ISBN 978-3-8370-4988-6.
- White Trash. Kurzgeschichten. Klookbooks/Textem, Hamburg 2007, ISBN 978-3-938801-37-6.
- TV-Lounge. Erzählungen. Textem Verlag, Hamburg 2007, ISBN 978-3-938801-25-3.
- Talk Slalom. Hörstücke. CD, Gruenrekorder, Frankfurt 2006.
- Korrektor. Roman. Textem Verlag, Hamburg 2005, ISBN 3-938801-03-4.
- Halbe Portion Jubel. Hörstücke. CD, Gruenrekorder, Frankfurt 2004.
- Senna! Erzählung. Textem Verlag, Hamburg 2004, ISBN 3-938801-07-7.
- Die Reise nach Worpswede. Hörspiel. Radio Bremen 1993, Regie: Christiane Ohaus

## Beiträge in Anthologien, Kunstkatalogen und Magazinen
- Aus dem Leben eines skeptischen Parasiten & Älterwerden als Weg. Zwei Gedichte in: Versnetze_15. Herausgeber: Axel Kutsch. Lyrik-Anthologie, Verlag Ralf Liebe, Weilerswist 2022, ISBN 978-3-948682-36-1.
- Über das Album Paranoid von Black Sabbath. In: Hear ‘em all. Heavy Metal-Kompendium, Herausgeber: Frank Schäfer. Ventil Verlag, Mainz 2018, ISBN 978-3-95575-098-5.
- Festgegrillt. Die Bühne, der Kadaver, das Plateau. Im: 15. Hamburger Ziegel. Literatur-Anthologie der Hamburger Kulturbehörde. Dölling & Galitz Verlag, Hamburg 2017, ISBN 978-3-86218-090-5.
- Nolens volens. In: no balance, 18. Ausgabe des Magazins Kultur & Gespenster. Textem Verlag, Hamburg 2017, ISBN 978-3-941613-97-3.
- Kapitel aus dem Roman Berg & Jarka. Im: 13. Hamburger Ziegel. Literatur-Anthologie der Hamburger Kulturbehörde, Dölling & Galitz-Verlag, Hamburg, 2012, ISBN 978-3-86218-036-3.
- Annette Wehrmann – Luftschlangentexte. Text auf CD-Booklet, Materialverlag der HfBK, Hamburg 2011. ISBN 978-3-938158-80-7.
- Fotos, die vom Leben selbst berichten statt von formalen Ködern und Theorien. Katalogtext zu einem Fotobuch der Klasse von Prof. Olaf Fippinger, Uni Wismar, 2010.
- R + D – Canvas Camping. Vorwort im Kunstbuch von Lutz Krüger und Sebastian Reuss. Textem Verlag, Hamburg 2009. ISBN 978-3-938801-29-1.
- Der Balkon. In: Balkoniade – Zum 40. Jubiläum des Hamburger Stadtteils Steilshoop. Kunst-Katalog und E-Book. hyperzine verlag. Hamburg 2009. ISBN 978-3-938218-33-4.
- Zur Geschichte der Off-Kultur Hamburgs. In: Wir nennen es Hamburg – Interdisziplinäres Kunstfestival 2008/2009. Hamburger Kunstverein. Text im Ausstellungskatalog. Kunstverein/Kampnagel, Hamburg 2008.
- Die Besten 2008 – Klagenfurter Texte. Anthologie und Presseschau. Mit einem Artikel von Carsten Klook, der auf Zeit online erschien. Piper Verlag, 2008. ISBN 978-3-492-05209-2.
- Jill, das Chintz-Wesen. Im: Hamburger Ziegel, 11. Jahrbuch für Hamburger Literatur 2008/2009. Dölling & Galitz-Verlag, Hamburg, 2008. ISBN 978-3-937904-73-3.
- Fest für die Sinne. Rezension zum 25. Jahrbuch der Lyrik. Hamburg, Textem.de, 2007.
- Zur Kultur (des) DesInteresses. Essay in der 4. Ausgabe des Magazins Kultur & Gespenster. Textem Verlag, Hamburg 2007. ISBN 978-3-938801-26-0.
- Billstedt revisited. Im: Hamburger Ziegel, 10. Jahrbuch für Hamburger Literatur. Dölling & Galitz-Verlag, Hamburg, 2006. ISBN 978-3-937904-32-0
- Über das Buch „Normal – Vereinigung für normales Glück“ von Michael Stauffer. In: Unter vier Augen – Kultur & Gespenster, Textem Verlag, Hamburg 2006. ISBN 978-3-938801-12-3.
- Ausführliches Interview mit der Band Blumfeld. Vom 24. September 2003 auf tuxamoon.de.
- Sechs potentielle Berliner.Porträt-Miniaturen. In: Sehnsucht Berlin. Anthologie, Konkursbuch Verlag Claudia Gehrke, Tübingen, 2000. ISBN 978-3-88769-238-4.
- Korrektor. Romanauszug. In: LiteraPur 3. Anthologie, Hamburg 1992. ISBN 3-927602-01-9.
- Korrektor. Romanauszug. In: Hamburger Ziegel 1. Jahrbuch für Hamburger Literatur. Dölling & Galitz-Verlag, Hamburg, 1992. ISBN 978-3-926174-38-3.
- Zweiseitige Rezension zum Buch „1.500 Schallplatten“ von Diedrich Diederichsen. In: Konkret literatur. Hamburg, 1989.

## Auszeichnungen und Stipendien
- 2007: Aufenthaltsstipendium im Künstlerhaus Lauenburg
- 1991: Literaturförderpreis der Stadt Hamburg
- 1987: Literaturförderpreis der Stadt Hamburg
- 1985: 2. Platz im Literaturtelefon-Wettbewerb der Kulturbehörde Hamburg